# بخش میفلین (شهرستان فرانکلین، اوهایو)
بخش میفلین (به انگلیسی: Mifflin Township) یک منطقهٔ مسکونی در ایالات متحده آمریکا است که در شهرستان فرانکلین، اوهایو واقع شده‌است.
 بخش میفلین  ۳۵٬۷۱۰ نفر جمعیت دارد و ۲۵۰ متر بالاتر از سطح دریا واقع شده‌است.